# 董皇后 (冉魏)
董皇后（とうこうごう、? - 352年以降）は、冉魏の皇帝冉閔の皇后。

## 生涯
後趙の武徳王石閔（後の冉閔）に嫁ぎ、正室となった。
350年3月、冉閔が後趙から自立して大魏を建国すると、董氏は皇后に立てられた。
352年4月、冉閔は前燕の輔国将軍慕容恪に敗れて捕らえられ、やがて処刑された。同月、前燕軍が鄴を包囲すると、皇太子冉智は籠城して徹底抗戦の構えを見せたが、8月に陥落した。
董氏皇后は冉智・太尉申鍾・司空條枚・中書監聶熊・司隷校尉籍羆・中書令李垣を始めとした諸王公卿士らと共に捕らえられ、乗輿・服御と併せて薊へ送られた。
前燕皇帝慕容儁は事業の神格化を図る為、董皇后から伝国璽を献上したと嘘の宣言を行い（実際は既に東晋に渡ってしまっている）、暦運が自らに在る事を示した。これにより、董皇后は贈璽君に封じられた。その後の動向は不明である。

## 伝記資料
- 『晋書』巻107
- 『十六国春秋』「後趙録」巻2
- 『資治通鑑』「晋紀」巻98 - 巻99